# Dymitr (Jarema)
Dymitr (właściwie Wołodymyr Jarema, ur. 9 grudnia 1915 w Hłudnie – zm. 25 lutego 2000 we Lwowie) – patriarcha Ukraińskiej Autokefalicznej Cerkwi Prawosławnej.
W latach 1931–1938 uczył się w szkole plastycznej Pawła Kowżuna we Lwowie. W latach 1938–1939 odbywał służbę wojskową w polskiej armii. W kampanii wrześniowej dostał się do niewoli niemieckiej. Po zwolnieniu z obozu jenieckiego, w latach 1942-1944 uczył się w szkole plastyczno-przemysłowej we Lwowie. W kwietniu 1945 został powołany do Armii Czerwonej. 
Po zwolnieniu ze służby wojskowej, 10 sierpnia 1947 wstąpił w stan duchowny.  Studiował zaocznie w prawosławnym Leningradzkim Seminarium Duchownym. W latach 1947–1958 był proboszczem w różnych parafiach Galicji, w latach 1958-1989 we Lwowie.
19 sierpnia 1989 ogłosił przejście swojej parafii pod jurysdykcję Ukraińskiej Autokefalicznej Cerkwi Prawosławnej.
Chirotonię biskupią otrzymał 5 września 1993 r.
W latach 1993–2000 był patriarchą UACP. Jego następcą został Metody (Kudriakow).